# Mitsubishi Pajero

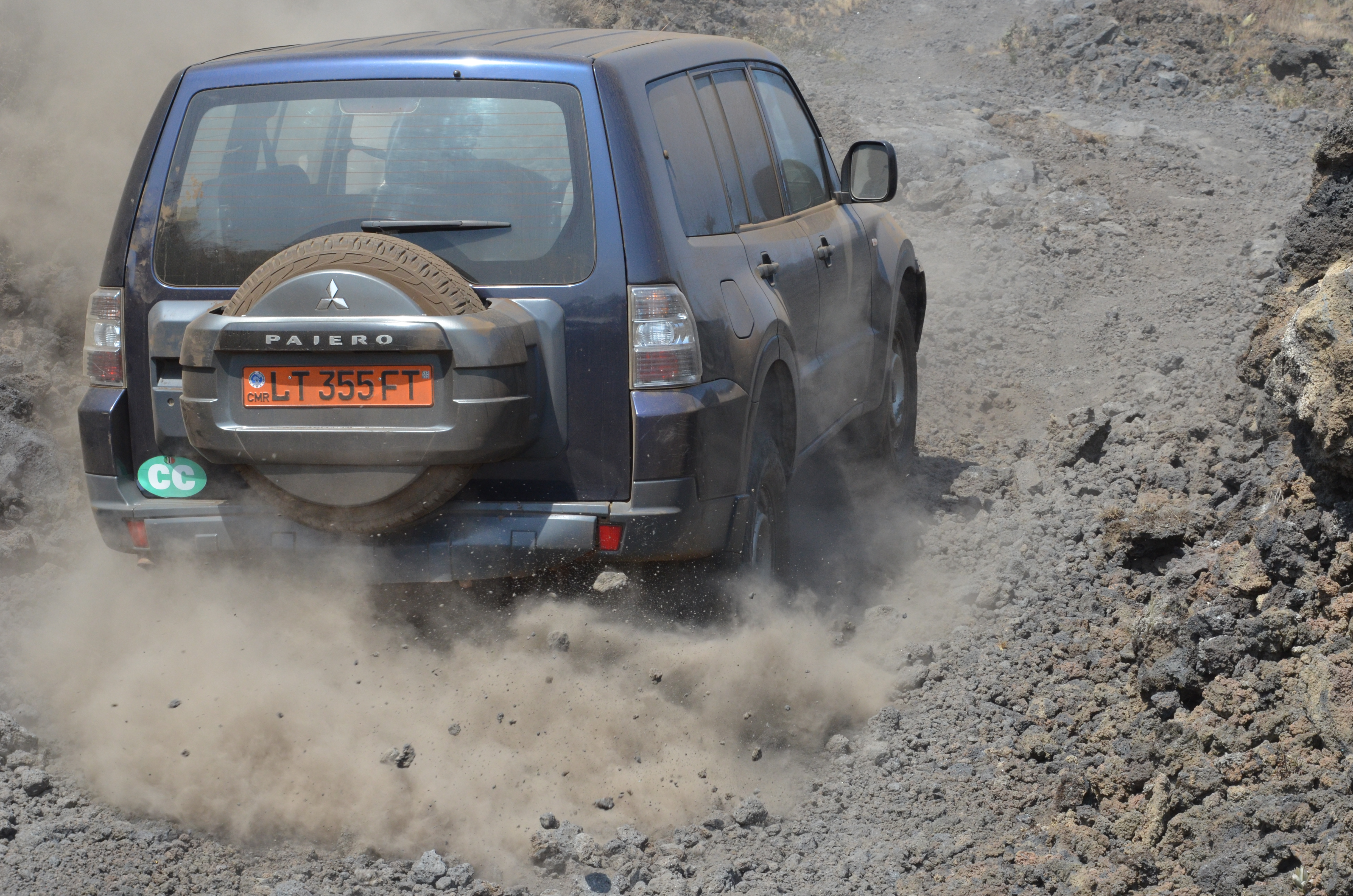
Pajero à l'assaut du mont Cameroun.

Le Pajero (ou Montero en Amérique du Nord et en Espagne ) est un véhicule 4×4 du constructeur automobile japonais Mitsubishi produit depuis 1980 en 4 générations.

## Première génération

### Version de série

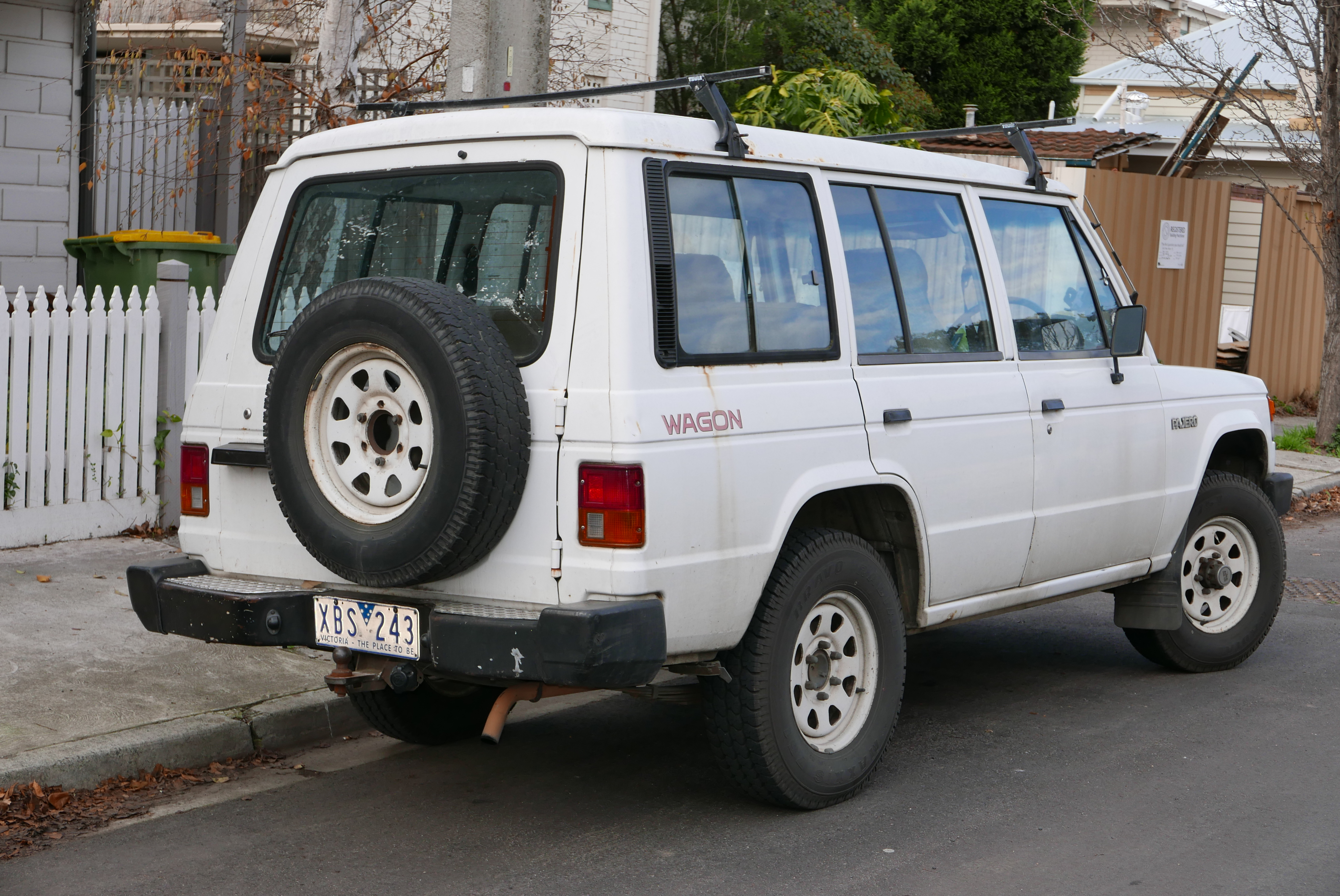
Mitsubishi Pajero I

La première génération fait ses débuts au Salon de l'automobile de Tokyo en octobre 1981 et sort en mai 1982. Au départ, la Pajero dispose de trois portes et repose sur un empattement court. Il est disponible avec un toit en dur ou en toile. Trois options de moteurs différents sont disponibles, bien que d'autres ont été progressivement ajoutés, se terminant par un V6 de 3 litres au-dessus de la plage. En février 1983, il se décline en 5 portes. Une version rebadgée par Dodge était vendue aux Etats-Unis sous le nom de Dodge Raider.

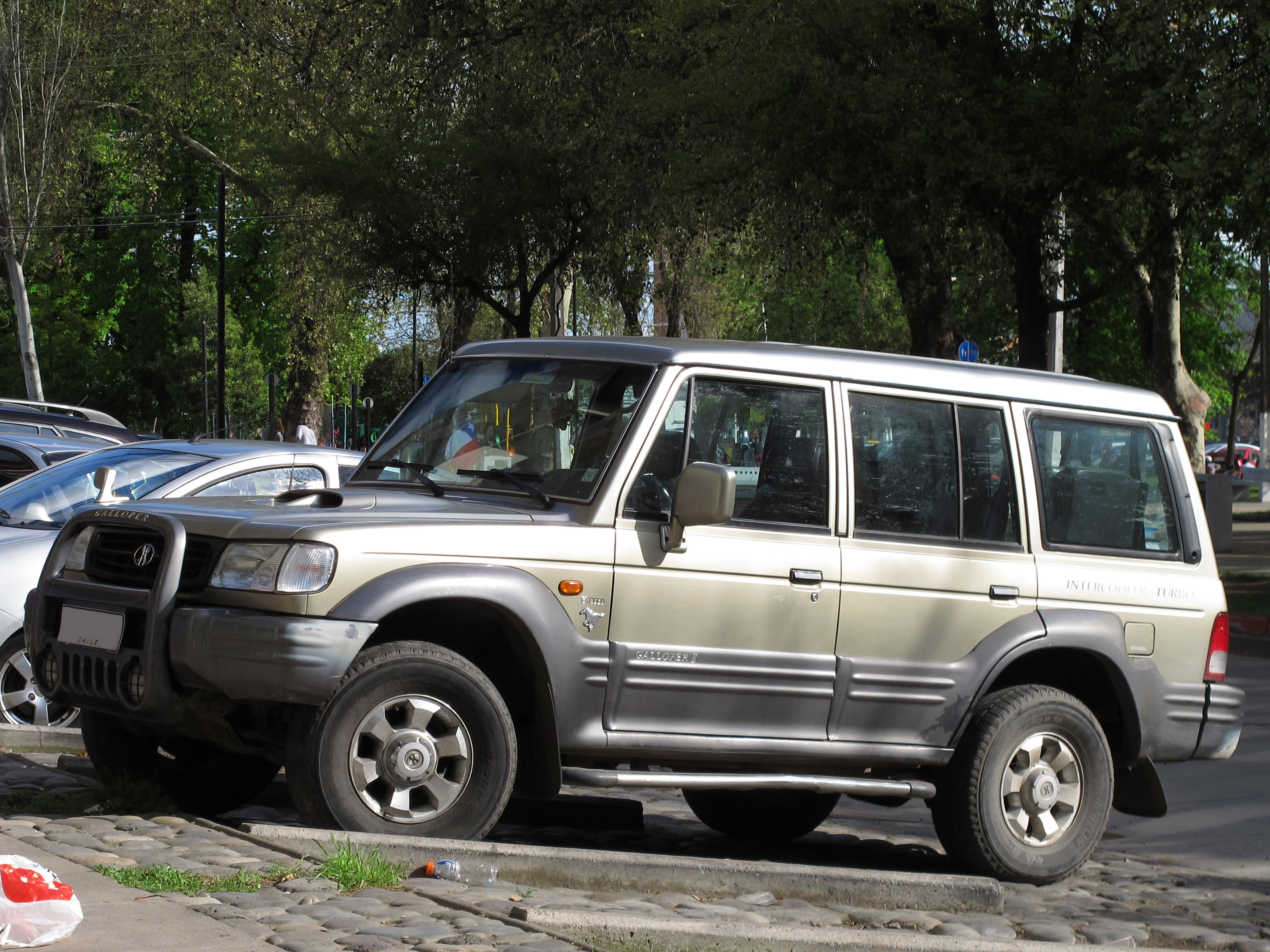
Hyundai Galloper

Cette plate-forme a été construite sous licence par Hyundai Precision Products pour fabriquer le Galloper de 1991 à 2003, et fut brièvement exportée vers l'Europe.
La dernière année (1991) de la série 1 a vu apparaître la série limitée dite "Osaka" : version luxueuse intérieur cuir, élargisseurs de roues, tableau de bord bois, suspensions hydrauliques.

## Deuxième génération

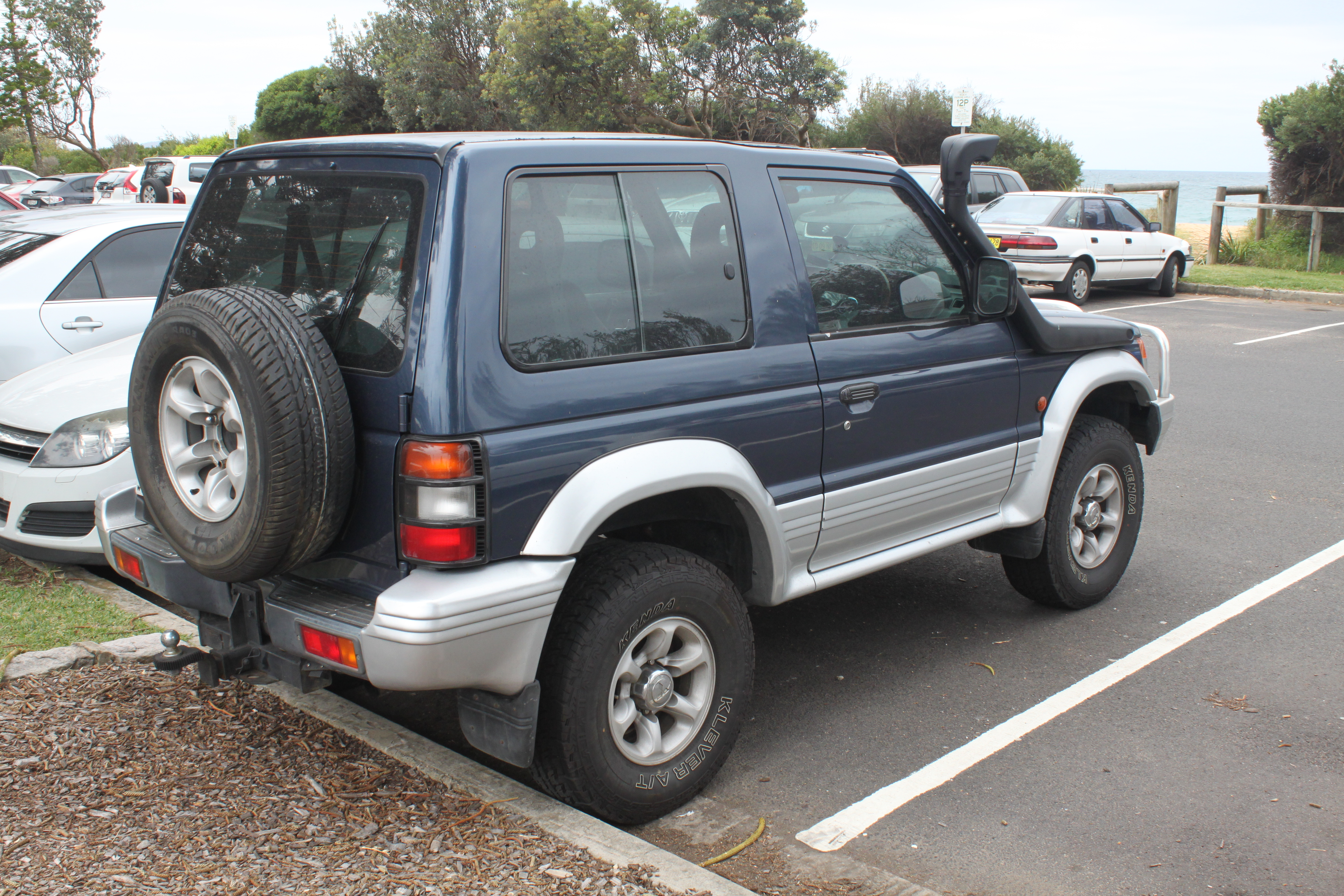
Mitsubishi Pajero II

### Phase 1
Après que Mitsubishi a vendu plus de trois cent mille Pajero modèle 1982, c'est en 1991 que sort la deuxième génération. 

## Troisième génération

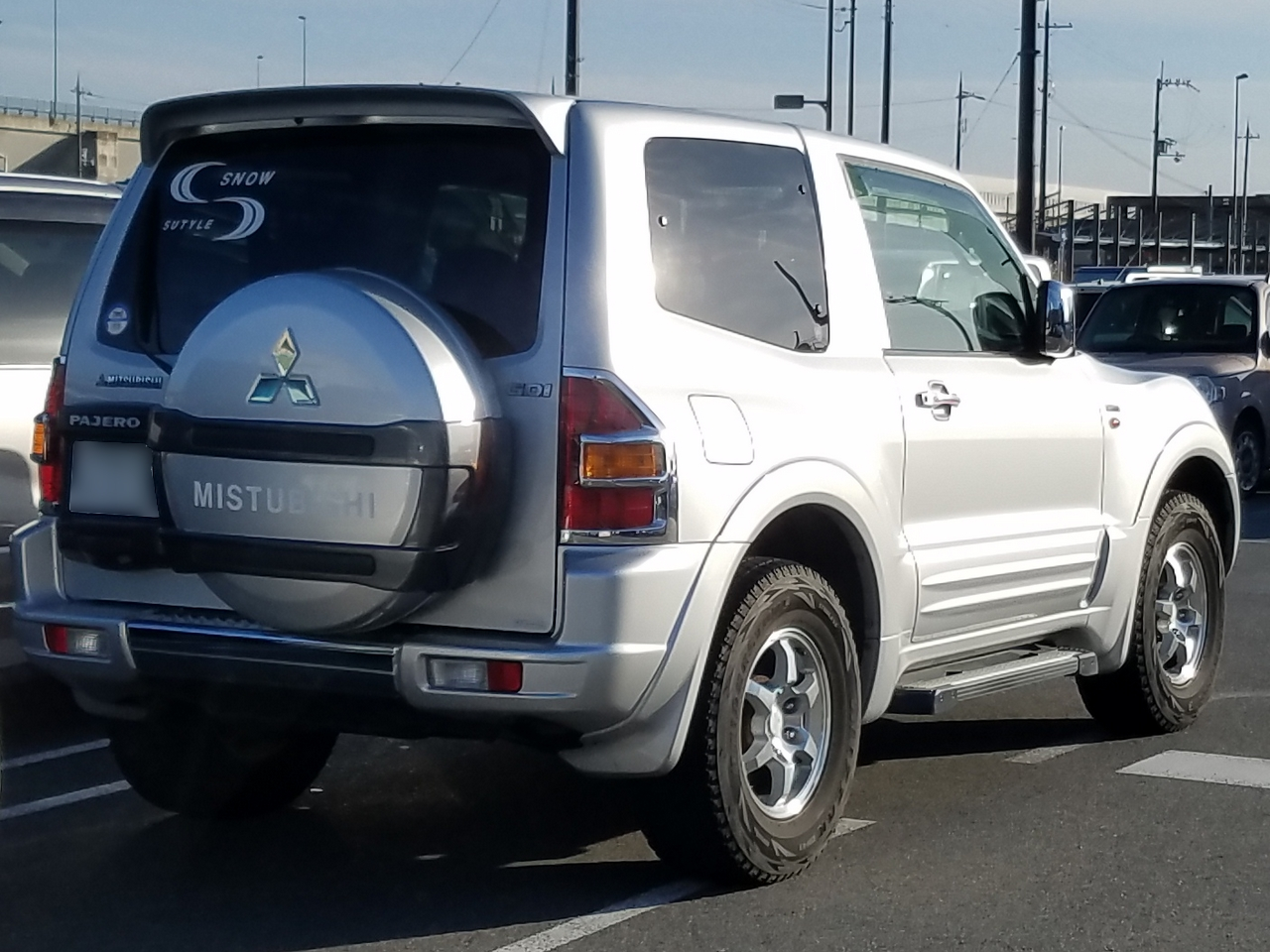
Mitsubishi Pajero III

### Phase 1
La troisième génération du Pajero est arrivée sur le marché japonais en 1999, puis sur les marchés d'exportation à partir de 2000. Les Philippines et d'autres pays en développement ont reçu cette troisième génération du Pajero en 2003.

## Quatrième génération

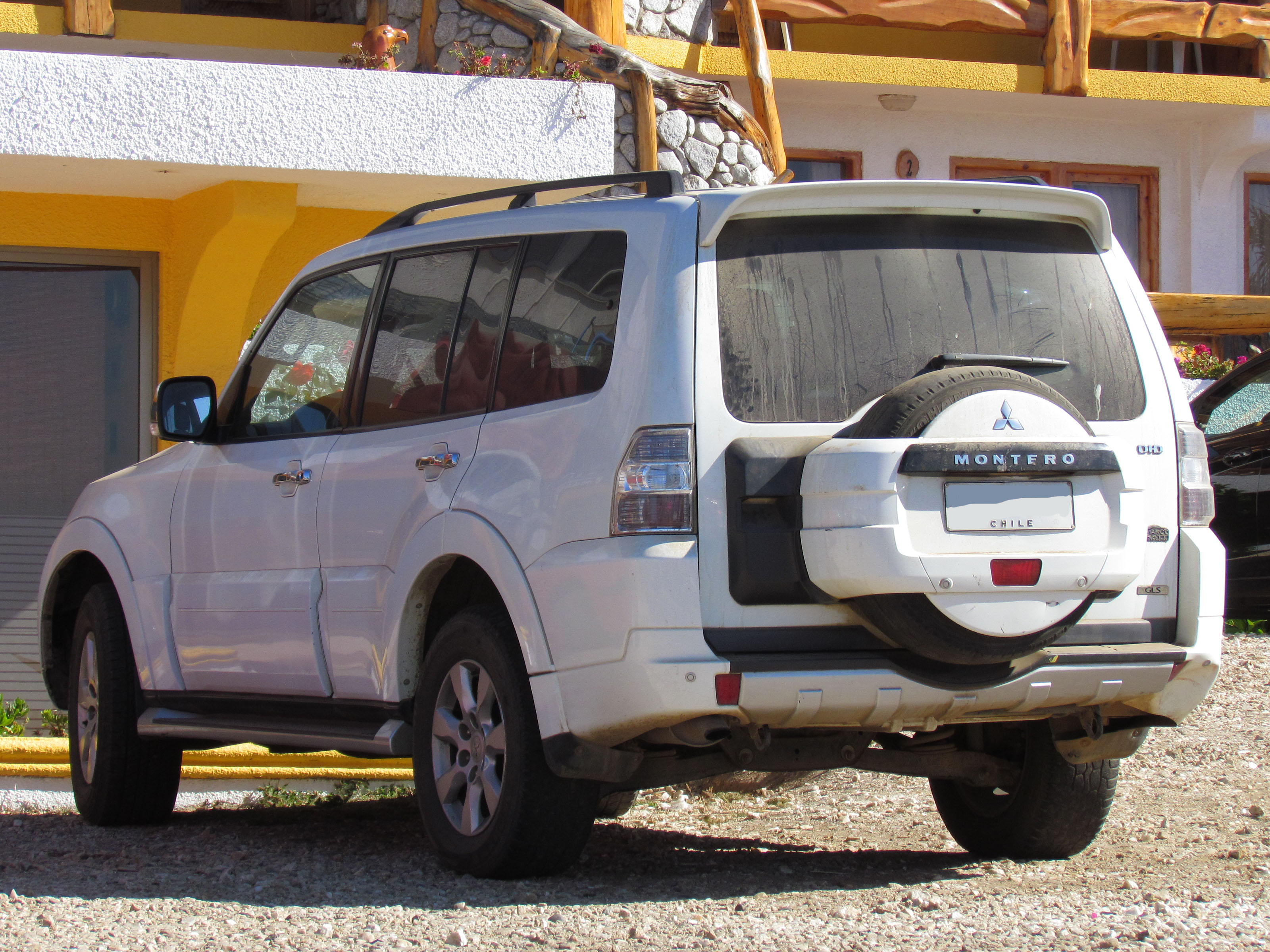
Mitsubishi Pajero IV

### Phase 1
La quatrième génération a été introduite au Mondial de l'automobile de Paris 2006, en octobre, avant d'être commercialisée dans la foulée. Ce n'est pas une mouture inédite mais une évolution esthétique de la précédente qui date de 2000, ce qui prouve que l'apparence ne change pas[pas clair] (poignées de portes, panneaux de carrosserie, lignes) alors que les faces avant et arrière sont modifiées.

### Phase 3
Mitsubishi met un terme à la commercialisation du Pajero le 31 décembre 2018,

### Finitions

#### Séries spéciales
- Final Edition